# Albert Ammons
Albert Ammons (* 1. März 1907 in Chicago, Illinois; † 2. Dezember 1949 ebenda) war ein US-amerikanischer Pianist, der hauptsächlich durch seine Boogie-Woogie-Interpretationen und Kompositionen bekannt wurde.

## Leben und Wirken
Ammons, der Sohn eines Pianistenehepaars, lernte bereits mit zehn Jahren das Klavierspielen. Sein Interesse für Blues wurde durch Aufnahmen von Hersal Thomas und Jimmy Yancey geweckt. Ursprünglich Taxifahrer, hatte Ammons erste musikalische Erfahrungen 1929 bei François Moseley, Anfang der 1930er Jahre in Chicagoer Clubs. 1934 hatte er seine eigene Band, die Rhythm Kings, mit denen er 1936 erste Aufnahmen für das Label Decca vorlegte, an denen der Trompeter Guy Kelly und der Bassist Israel Crosby mitwirkten. Ihre Coverversion des Swanee River Boogie verkaufte sich über eine Million Mal. Aufnahmen entstanden für Decca auch mit dem Sänger Sam Theard als Oscar’s Chicago Swingers.
Trotz dieses Erfolges verließ er Chicago und ging nach New York. 1938 trat er zusammen mit den Pianisten Meade Lux Lewis (mit dem er seit seiner Taxifahrerzeit eng befreundet war) und Pete Johnson in der New Yorker Carnegie Hall bei John Hammonds berühmtem Spirituals to Swing-Konzert auf. Regelmäßige Auftritte hatte er im New Yorker Café Society. Ammons war am damaligen Boogie-Woogie-Fieber beteiligt, das die drei (Ammons, Johnson, Lewis) zu den bekanntesten Pianisten ihrer Zeit machte.
In den 1940er Jahren lebte er zeitweise in New York, wo er unter anderem mit Benny Goodman und Harry James auftrat, 1949 nahm Ammons mit der Band von Lionel Hampton auf und spielte bei der Amtseinführung von Präsident Harry S. Truman. Mit Israel Crosby entstanden noch letzte Aufnahmen für Mercury Records. 1947 hatte er mit Swanee River Boogie einen Hit in den „Race Records“ Charts.
Zusammen mit Meade „Lux“ Lewis gebührt ihm das Verdienst, Musiker der ersten, 1939 entstandenen Schallplatten des jungen Jazzlabels Blue Note Records zu sein. Viele Boogie-Pianisten bezeichnen ihn als ihren größten Einfluss (z. B. Dave Alexander, Dr. John, Hadda Brooks, Johnnie Johnson, Ray Bryant, Erroll Garner, Frank Muschalle, Katie Webster, Axel Zwingenberger). Der deutsche Boogiepianist Jörg Hegemann veröffentlichte 2007 anlässlich des 100. Geburtstags von Ammons das Album A Tribute To Albert Ammons.
Albert Ammons war der Vater des Tenorsaxophonisten Gene Ammons und Großvater der Sängerin Lila Ammons.

## Diskografische Hinweise
- Albert Ammons 1936–1939 (Classics)
- Boogie Woogie Man (Topaz) mit Harry James, Frankie Newton, Hot Lips Page, J. C. Higginbotham, Vic Dickenson, Sid Catlett

## Sammlungen
- The Complete Blue Note Recordings of Albert Ammons and Meade Lux Lewis (Mosaic, 1983) – solo Piano